# Consell General de Maine i Loira

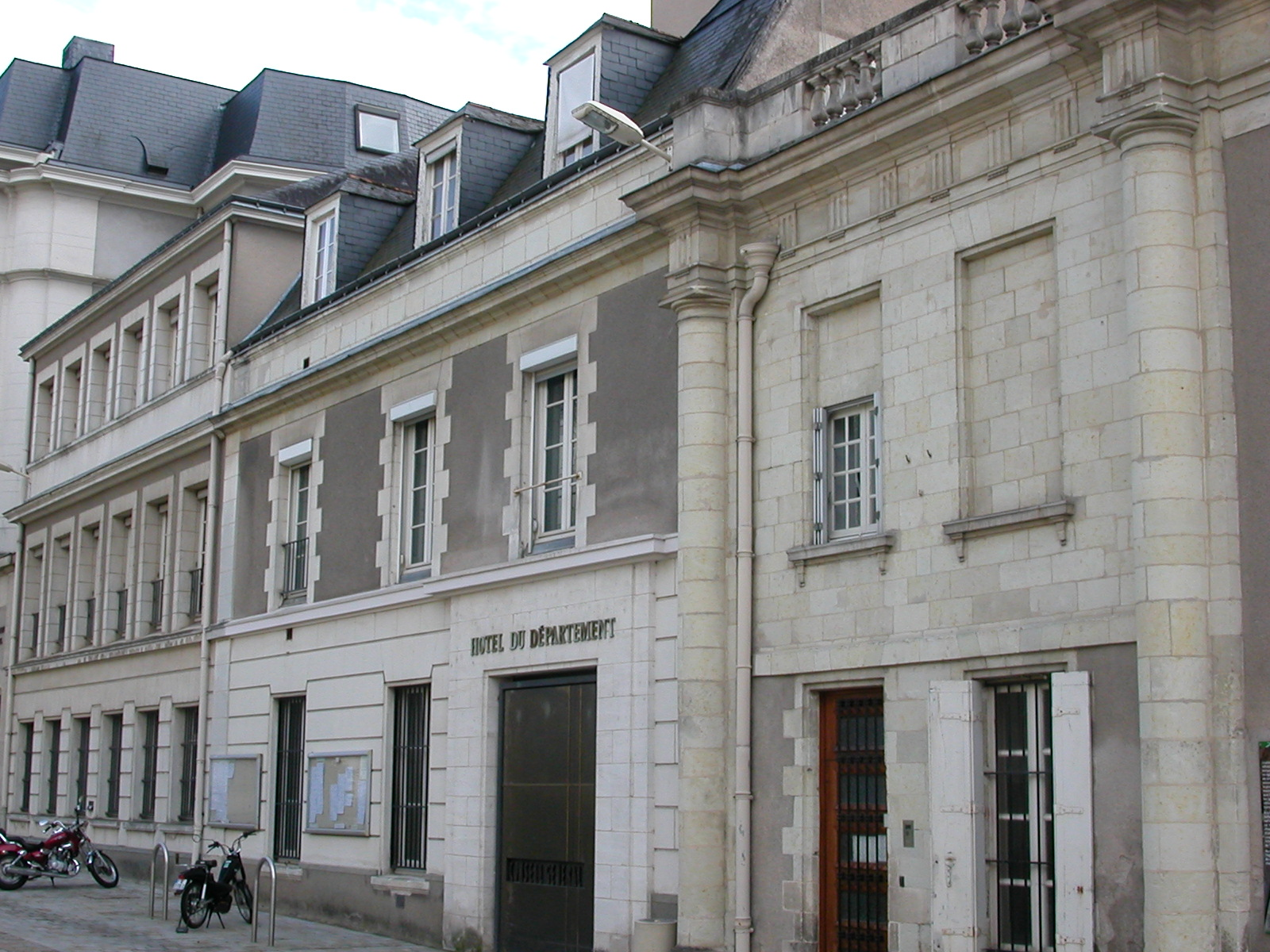
Seu del Consell

Logo actual del Consell General de la Vendée

El Consell General de Maine i Loira és l'assemblea deliberant executiva del departament francès de Maine i Loira a la regió de País del Loira. La seva seu es troba a Angers. Des de 2004, el president és Christophe Béchu (UMP).

## Antics presidents del Consell
- 1800-1801 : René-Sébastien Letourneux de la Perraudière
- 1801-1802 : Jacques-Pie-Pierre Ollivier de Fosse
- 1802-1803 : Joseph Jérôme de Jullien de Jully
- 1803-1804 : Charles Henri François de Maillé de La Tour-Landry
- 1804-1805 : Timoléon de Cossé-Brissac (1775-1848), 9è duc de Brissac
- 1805-1806 : Érasme Gaspard de Contades
- 1806-1807 : Piter Deurbroucq
- 1807-1809 : Louis d'Andigné de Mayneuf
- 1809-1810 : Jean-André Delafargue
- 1810-1810 : Pierre-Marie Delaunay
- 1810-1811 : Jean-Nicolas Guényveau de la Raye
- 1811-1813 : Jean-Baptiste-Joseph Ménage de Soucelles
- 1813-1817 : François Régis de La Bourdonnaye
- 1818-1818 : Louis d'Andigné de Mayneuf
- 1818-1821 : François Régis de La Bourdonnaye
- 1823-1824 : François Régis de La Bourdonnaye
- 1827-1828 : François Régis de La Bourdonnaye
- 1831-1833 : Thomas Louis Desmazières
- 1836-1837 : Gédéon Florentin Marcombe
- 1838-1848 : Gédéon Florentin Marcombe
- 1849-1850 : Thomas-Louis Desmazières
- 1850-1851 : Gédéon Florentin Marcombe
- 1852-1855 : Jean-Martial Bineau
- 1856-1869 : Charles Louvet
- 1870-1883 : Marie Henri Louis Durfort de Civrac
- 1884-1903 : Armand-Urbain Louis de Maillé de La Tour-Landry, comte de Maillé
- 1903-1913 : Ernest Grigon
- 1913-1921 : Guillaume Jean Victor Bodinier
- 1922-1925 : René Blachez
- 1925-1927 : Alfred Rabouin
- 1927-1932 : Olivier vicomte de Rouge
- 1932-1945 : Victor Bernier
- 1945-1951 : Étienne Rabouin
- 1952-1962 : Jean comte de Jourdan
- 1962-1979 : Fernand Esseul
- 1979-1982 : Lucien Gautier
- 1982-1994 : Jean Sauvage
- 1994-1995 : Edmond Alphandery
- 1995-2004 : André Lardeux
- 2004- : Christophe Béchu

Fontwww.archives49.fr : Archives départementales de Maine-et-Loire. «Presidents del consell general». Arxivat de l'original el 2014-05-02. [Consulta: 22 gener 2010]. ;

## Composició
El març de 2011 el Consell General de Maine i Loira era constituït per 41 elegits pels 41 cantons de Maine i Loira.
| Partit                        | Sigles | Electes |
| ----------------------------- | ------ | ------- |
| Oposició (13 escons)          |        |         |
| Partit Socialista             | PS     | 9       |
| Partit Radical d'Esquerra     | PRG    | 1       |
| Divers gauche                 | DVG    | 3       |
| Majoria (28 escons)           |        |         |
| Unió pel Moviment Popular     | UMP    | 14      |
| Moviment Demòcrata            | MoDem  | 2       |
| Nou Centre                    | NC     | 1       |
| Divers Droite                 | DVD    | 11      |
| President del Consell General |        |         |
| Christophe Béchu (UMP)        |        |         |